# Hypena striolalis
Hypena striolalis là một loài bướm đêm trong họ Erebidae.